# Vețel
Vețel è un comune della Romania di 2 529 abitanti, ubicato nel distretto di Hunedoara, nella regione storica della Transilvania.
Il comune è formato dall'unione di 10 villaggi: Boia Bârzii, Bretelin, Căoi, Herepeia, Leșnic, Mintia, Muncelu Mare, Muncelu Mic, Runcu Mic, Vețel.
Sulla riva del fiume Mureș, ai due lati dell'attuale linea ferroviaria, si trovano le rovine di un insediamento Romano chiamato Micia; pur trattandosi di un insediamento rurale (pagus), è evidente una struttura assai più vicina a quella di una vera e propria città, con il classico intersecarsi ortogonale delle strade e la presenza di edifici civili importanti, come le terme e le tracce di un anfiteatro, e di un porto fluviale.